# ادالی‌کوزو، گودول
ادالی‌کوزو، گودول (به لاتین: Adalıkuzu, Güdül) یک Köy در ترکیه است که در ankara province واقع شده‌است.